# Vbrizgavanje vode v motor
Vbrizgavanje vode v motor je tehnika, ki se uporablja za povečanje moči motorjev z notranjim zgorevanjem. Lahko se uporablja na batnih (bencinskih ali dizelskih) ali pa turbinskih motorjih. Naprava deluje tako, da vbrizga vodo v mešanico gorivo/zrak. Voda zmanjša temperaturo in ne pride do "vročih" točk, ki bi lahko povzročile nepravilen vžig (klenkanje) ali pa predetonacije. Voda omogoča vbrizg večjih količin goriva/zrak in tako motor razvija večjo moč. Vbrizg vode zmanjša emisije dušikovih oksidov (NOx), v nekateih primerih tudi ogljikovega monoksida (CO).
Vbrizg vode se je uporabljal za povečanje moči batnih letalskih motorjev npr. pri vzletu ali zračnih dvobojih. Se pa veliko uporablja tudi v motošportih, npr. dirke v pospeševanju. V bencinskih motorji se vbrizg vode velikokrat uporablja skupaj s turboplnilnikom ali pa mehansko gnanim polnilnikom.
Velikokrat se uporablja tudi mešanico vode in alkohola (približno 50/50), v nekaterih primerih tudi mešanico voda/metanol (MW 50: (Methanol-Wasser 50/50)
Vbrizg vode se je uporabljal tudi na zgodnjih reaktivnih letalskih motorjih. V tem primeru ni bil namen preprečiti detonacije, ampak povečati potisk motorja. Vodo se je vbrizgalo pred kompresorjem ali pa pred zgorevalno komoro. Voda poveča maso in tako motor ustvarja večji potisk, voda hkrati tudi hladi turbino. Na sodobnih turboventilatorskih motorjih, ki so grajeni iz bolj naprednih materialov, se ne uporablja več vbrizgavanja vode. Vbrtizg vode se je uproabljal tudi na nekaterih turbogrednih motorjih, ki so poganjali helikopterje. 